# Попов, Алексей Никитович
Алексей Никитович Попов (? — ?) — генерал-майор (1884) императорской российской армии. Георгиевский кавалер.

## Военная служба
Произведён в первый офицерский чин 2 (14) января 1850 года.
Проходил службу в 81-м пехотном Апшеронском полку, с которым участвовал в делах против горцев. Неоднократно награждён за военные заслуги.
Пожалован чином майора 6 (18) сентября 1871 года и подполковника 27 апреля (9 мая) 1878 года.
В составе своего полка принимал участие в Ахал-Текинской экспедиции. Награждён орденом Святого Георгия 4-й степени: .
В ночь с 30-го на 31-е декабря 1880 г. при нападении текинцев в огромных силах на наш укреплённый лагерь, подполковник Попов со вверенным ему батальоном не только с успехом выдержал приступ неприятеля на наши батареи и укрепления лагеря, но с полным успехом отразил таковой.
Пожалован чином полковника 12 (24) января 1881 года.
В 1884 году назначен начальником Закатальской местной команды. Уволен в отставку с производством в чин генерал-майора 28 декабря 1884 (9 января 1885).

## Награды
- Орден Святой Анны 4-й степени «за храбрость» (1857).
- Орден Святого Станислава 3-й степени с мечами и бантом (1860)
- Орден Святой Анны 3-й степени (1864).
- Орден Святого Владимира 4-й степени с бантом за выслугу 25 лет в офицерских чинах (1873)
- Орден Святого Георгия 4-й степени (4 (16) мая 1881).
- Орден Льва и Солнца 3-й степени (1882, Персия)